# Ulrike Bruns
Pour les articles homonymes, voir Bruns.
Ulrike Bruns, née Klapezynski le 17 novembre 1953 à Cottbus dans le Brandebourg, est une ancienne athlète est-allemande. Sous son nom de naissance, elle a obtenu le bronze sur 1 500 m aux jeux de Montréal.

## Palmarès

### Jeux olympiques d'été
- Jeux olympiques de 1976 à Montréal ( Canada) 
  -  Médaille de bronze sur 1 500 m
- Jeux olympiques de 1980 à Moscou ( Union soviétique) 
  - 5e sur 1 500 m

### Championnats du monde d'athlétisme
- Championnats du monde d'athlétisme de 1987 à Rome ( Italie)
  -  Médaille de bronze sur 3 000 m

### Championnats d'Europe d'athlétisme
- Championnats d'Europe d'athlétisme de 1974 à Rome ( Italie)
  - 6e sur 1 500 m
- Championnats d'Europe d'athlétisme de 1978 à Prague ( Tchécoslovaquie)
  - 7e sur 800 m
  - 7e sur 1 500 m
- Championnats d'Europe d'athlétisme de 1982 à Athènes ( Grèce)
  - 5e sur 1 500 m
- Championnats d'Europe d'athlétisme de 1986 à Stuttgart ( Allemagne de l'Ouest)
  -  Médaille de bronze sur 10 000 m

### Championnats d'Europe d'athlétisme en salle
- Championnats d'Europe d'athlétisme en salle de 1975 à Katowice ( Pologne)
  - 5e sur 1 500 m
- Championnats d'Europe d'athlétisme en salle de 1978 à Milan ( Italie)
  -  Médaille d'or sur 800 m